# Making The Shining
Making The Shining è il making of del film Shining di Stanley Kubrick (1980), diretto dalla figlia del regista, Vivian Kubrick, e prodotto dal network televisivo inglese BBC.
È un documento di grande interesse cinematografico, essendo una delle poche testimonianze dirette dell'attività di regia di Kubrick, noto per la sua riservatezza sul set.

## Trama
Vivian Kubrick segue i protagonisti sul set in modo spontaneo e non pianificato, restituendo le atmosfere della preparazione del set e delle scene, e rivelando anche i dissapori e le tensioni vissute.
Il montaggio, curato dalla stessa Vivian e dallo stesso montatore di Shining Gordon Stainforth, include anche degli spezzoni del film come opportuno confronto e riscontro al lavoro di preparazione mostrato.

## Distribuzione
Making The Shining è stato trasmesso dalla televisione italiana nella trasmissione di Enrico Ghezzi Fuori orario. Cose (mai) viste su Rai 3. Il film è incluso nelle edizioni di Shining in DVD della "Stanley Kubrick Collection" (Warner Bros.).